# Henri Andrieux
Pour les articles homonymes, voir Andrieux.
Henri Andrieux, né le 23 septembre 1931 à Paris 12e et mort le 2 janvier 2008 à Villejuif (Val-de-Marne), est un coureur cycliste français, spécialiste de la course sur piste. 

## Biographie

### Enfance
Henri Andrieux nait le 23 septembre 1931, dans le 12e arrondissement de Paris. Il passe son enfance à Hautefort, en Dordogne où ses parents sont boulangers et sa grand-mère libraire.
Ses parents ayant repris une boulangerie à Gennevilliers, c'est là qu'il rencontre le coureur Maurice Lina, qui le fait entrer à l'US Domont sous la direction du directeur sportif, Pierre Hutsebaut. 
Il meurt le 2 janvier 2008 à Villejuif.

### Carrière amateur
En 1948, pour sa première année, Henri récolte quatre bouquets dont la finale des Espoirs de France le jour de ses 17 ans. En 1949, toujours à Domont, Henri s'impose à trois reprises et se classe de nombreuses fois dans les trois premiers. 
En cette fin d'année, à tout juste 18 ans, il remporte la victoire à Daumesnil dans le critérium des vainqueurs devant le champion de France Robert Varnajo mais aussi Boyer, Bisetti, Serge Blusson, René Baboulin, Maurice Bonney , etc. Parmi les spectateurs se trouve Paul Ruinart qui lui ouvre les portes du Vélo Club de Levallois (VCL). Ayant décelé ses qualités de sprinter, Paul Ruinart lui fait disputer la Médaille durant l'hiver 49-50 au Vélodrome d'Hiver. Henri se classe deuxième derrière Franck Lenormand. 
En 1950, il s'installe au camp d'entraînement du VCL, à La Celle-Saint-Cloud où il rejoint Stanislas Bober, Maurice Bonney, René Baboulin, Christian Garbay, Pierre Vittupier, Agoust, Rabat, Audois, Huber, lui aussi venu de l'US Domont et futur lieutenant de Hugo Koblet et Jean Catudal, son futur beau-frère. Souvent classé dans les cinq premiers, Henri remporte Paris-Dieppe amateur. Paul Ruinart lui conseille de disputer le championnat d'Île-de-France de poursuite qu'il gagne aisément, ainsi que le championnat de France de poursuite individuelle. Il devient le chef de file de l'équipe de poursuite olympique avec comme équipiers Vittupier, Bober et Gabay. Les quatre garçons s'imposent dans le championnat d'Île de France et le championnat de France de poursuite olympique à Toulouse. Henri Andrieux se classe également 4e de la poursuite individuelle lors des championnats de monde de Liège. 
En 1951, toujours au VCL Henri endosse le maillot tricolore de la poursuite pour la deuxième année consécutive. Il enlève la poursuite olympique — associé à Garbay, Pierre Vittupier et Alfred Tonello — et le championnat d'Île-de-France sur route par sociétés.
Il est invaincu en trois ans de courses derrière derny et en américaine. Il engrange une cinquantaine de victoires sur piste. En 1952, le pistard n'oublie pas la route. Il s'impose dans Paris-Noisy puis, tout en aidant son copain Stanilas Bober à remporter Paris-Évreux, il se classe deuxième. Pour la troisième année, il est champion de France de poursuite individuelle et par équipes et champion de France militaire.
En 1952, aux Jeux olympiques d'Helsinki, l'équipe de France, composée de Pierre Michel, Claude Brugerolles, Jean-Marie Joubert et Henri Andrieux, se classe quatrième. Une crevaison sur le troisième homme les prive de la finale. Il fait également 9e du Kilomètre aux même Jeux Olympiques.

### Carrière professionnelle
Passé professionnel le 1er octobre 1952, Henri devient champion de France de poursuite en devançant Roger Rioland, récidivant à quatre reprises devant Paul Matteoli, Roger Piel et Roger Hassenforder deux fois. Il s'impose à de nombreuses reprises sur piste, notamment dans le critérium d'hiver d'omnium devant Jacques Anquetil, Dominique Forlini, Roger Hassenforder, dans le Brassard Suze 53-54-55, dans les rencontres inter-nations qui fleurissent à l'époque (France-Hollande, France-Italie, France- Suisse, France-Belgique , etc.), dans de nombreux matches omnium par équipes avec Serge Blusson  et Raymond Goussot qu'il admirait lorsqu'il était amateur.
Henri Andrieux met un terme à sa carrière en 1959, à l'âge de 28 ans, en disputant les derniers Six Jours de Paris avant la démolition du Vélodrome d'Hiver de Grenelle. Ses équipiers étaient Serge Blusson (champion Olympique 1948) et Bernard Gauthier (4 fois vainqueur de Bordeaux-Paris).
Henri Andrieux est un coureur qui a engrangé le plus de titres pour le compte du VCL : 
- trois fois champion de France de poursuite individuelle amateur ;
- trois fois champion d'Île-de-France de poursuite individuelle ;
- trois fois champion de France de poursuite olympique ;
- unefois champion sur route sociétés ;
- deux fois champion d'Île-de-France de poursuite olympique ;
- cinq fois champion de France de poursuite individuelle chez les professionnels.

## Palmarès sur piste

### Jeux olympiques
- Helsinki 1952
  - 4e de la poursuite par équipes (éliminé en demi-finale sur crevaison)
  - 9e du kilomètre

### Championnats du monde
- Liège 1950
  - 4e de la poursuite amateurs

### Championnats de France
- 1950
  -  champion de France de poursuite amateurs
  -  champion de France de poursuite amateurs par équipes
- 1951
  -  champion de France de poursuite amateurs
  -  champion de France de poursuite amateurs par équipes
- 1952
  -  champion de France de poursuite amateurs
  -  champion de France de poursuite amateurs par équipes
  -  champion de France de poursuite
- 1953
  -  champion de France de poursuite
- 1954
  -  champion de France de poursuite
- 1955
  -  champion de France de poursuite
- 1956
  - vice-champion de France de poursuite.

### Six Jours
En 1954 : 12e des Six jours de Paris avec Louis Gérardin.
En 1956 : 8e des Six jours de Paris avec Raymond Goussot et Roger Gaignard.
En 1958 :
- 7e des Six jours de Paris avec Bernard Gauthier et Serge Blusson ;
- 4e des Six Jours de Buenos Aires (Argentine) avec son neveu André Lemoine (fils de Henri Lemoine).

### Américaines
En 1952 : 3e du Prix Dupré-Lapize avec Dominique Forlini.
En 1955 : 3e du Prix Dupré-Lapize avec Raymond Goussot.
En 1956 : 2e du Prix du Salon avec Serge Blusson.
En 1957 : 2e du Prix Goullet-Fogler avec André Boher.

### Championnats régionaux
- 1950
  - Champion d'Île-de-France de poursuite
  - Champion d'Île-de-France de poursuite par équipes
- 1951
  - Champion d'Île-de-France de poursuite
  - Champion d'Île-de-France de poursuite par équipes
- 1952
  - Champion d'Île-de-France de poursuite

### Autres courses
En 1950 :
- 1er du critérium Crush à Casablanca (Maroc)
- 1er de la finale de la Coupe de France sur piste avec Stanislas Bober, Christian Garbay, Pierre Vitupier
- 1er du match Angleterre-France à Herne-Hill (G.B.) avec Pierre Vitupier, Pierre Even, Stanislas Bober et Audois.

En 1953 : 1er de l'omnium France-Italie avec Henri Andrieux, Jacques Anquetil, André Darrigade, Roger Hassenforder.
En 1954 : 1er de la poursuite par équipe avec Henri Andrieux, Paul Matteoli, Bernard Bouvard.

## Palmarès sur route
- 1948
  - Finale des Espoirs de France
- 1949
  - Critérium des vainqueurs
- 1950
  - Paris-Dieppe
- 1951
  - Champion d'Île-de-France sur route
  - 2e de Paris-Évreux
- 1952
  - Paris-Noisy